# Mattias Lindström (piłkarz)
Karl Mattias Lindström (ur. 18 kwietnia 1980 w Helsingborgu) – szwedzki piłkarz występujący na pozycji pomocnika, trzykrotny reprezentant Szwecji, trener piłkarski.

## Kariera
Grał w takich klubach jak: Helsingborgs IF, Aalborg BK, Wacker Innsbruck, SV Mattersburg, GAIS i ponownie Helsingborgs IF. W reprezentacji Szwecji zadebiutował w 2003 roku. Rozegrał w niej trzy spotkania.

## Sukcesy
Szwecja
- Puchar Króla Tajlandii: 2003

Helsingborgs IF
- mistrzostwo Szwecji: 1999, 2011
- Puchar Szwecji: 2010, 2011
- Superpuchar Szwecji: 2011, 2012

Aalborg BK
- mistrzostwo Danii: 2007/08